# Ethusa hirsuta
Ethusa hirsuta is een krabbensoort uit de familie van de Ethusidae. De wetenschappelijke naam van de soort is voor het eerst geldig gepubliceerd in 1900 door McArdle.